# Nicola Spirig Hug
Nicola Spirig Hug (* 7. Februar 1982 in Bülach als Nicola Spirig) ist eine ehemalige Schweizer Triathletin und fünffache Olympiastarterin (2004, 2008, 2012, 2016 und 2020).
Ihre bisher grössten Erfolge sind der Olympiasieg 2012, sieben Europameistertitel (2009, 2010, 2012, 2014, 2015, 2018 und 2021) sowie je ein Welt- und Europameistertitel bei den Juniorinnen. Hinzu kommt noch ein U23-Weltmeistertitel im Duathlon (2003). Spirig Hug ist vielfache Schweizer Meisterin Duathlon und Triathlon, und sie wird in der Bestenliste Schweizer Triathletinnen auf der Ironman-Distanz geführt.
Neben ihrer sportlichen Karriere studierte sie an der Universität Zürich Rechtswissenschaften und schloss das Studium erfolgreich mit magna cum laude ab.

## Werdegang
Nicola Spirig wuchs in einer sportlichen Familie auf – ihre Eltern Ursula und Josef Spirig waren beide als Sportlehrer aktiv, und sie wurde 15 Jahre lang von ihrem Vater trainiert. Spirig bestritt als 10-Jährige 1992 ihren ersten Schülertriathlon, war aber als Juniorin auf nationaler Ebene zunächst in der Leichtathletik erfolgreich. So wurde sie Schweizer Juniorenmeisterin im 5000-Meter-Lauf und im Crosslauf.
Bei den Junioreneuropameisterschaften 1999 und 2000 im Crosslauf erreichte sie den zweiten Platz. Im gleichen Zeitraum bestritt sie auch Duathlons. In dieser Disziplin wurde sie je einmal Juniorenweltmeisterin, Junioreneuropameisterin und U23-Weltmeisterin.

### Juniorenweltmeisterin Triathlon 2001
Ebenfalls Juniorenweltmeisterin wurde Spirig 2001 im Triathlon. Aufgrund der bis dahin erbrachten Leistungen erhielt sie 2001 im Rahmen der Wahl der Sportler des Jahres die Auszeichnung als beste Newcomerin. Auch in der Kategorie U23 gehörte sie zur Weltspitze (zweimal Dritte bei Weltmeisterschaften, einmal Zweite bei Europameisterschaften).

### Olympische Spiele 2004
Sie nahm an den Olympischen Spielen 2004 in Athen teil und erreichte den 19. Platz (1,5 km Schwimmen, 40 km Radfahren und 10 km Laufen).
Bei den Eliteathleten stellten sich die Erfolge ab 2007 ein, als Spirig bei der Europameisterschaft in Kopenhagen die Bronzemedaille gewann. Im selben Jahr siegte sie erstmals in einem Triathlon-Weltcuprennen (in Eilat) und in einem Rennen der Kategorie Ironman 70.3 (in Rapperswil). 2008 folgte der zweite Weltcupsieg in Kitzbühel.

### Triathloneuropameisterin Kurzdistanz 2009
2009 wurde sie Triathloneuropameisterin auf der Kurzdistanz. Diesen Titel konnte sie 2010 in Irland erfolgreich verteidigen. 2009 wurde sie auch Schweizer Meisterin im 5000-Meter-Lauf, und 2010 wurde sie zudem Vizeweltmeisterin auf der Triathlonkurzdistanz.

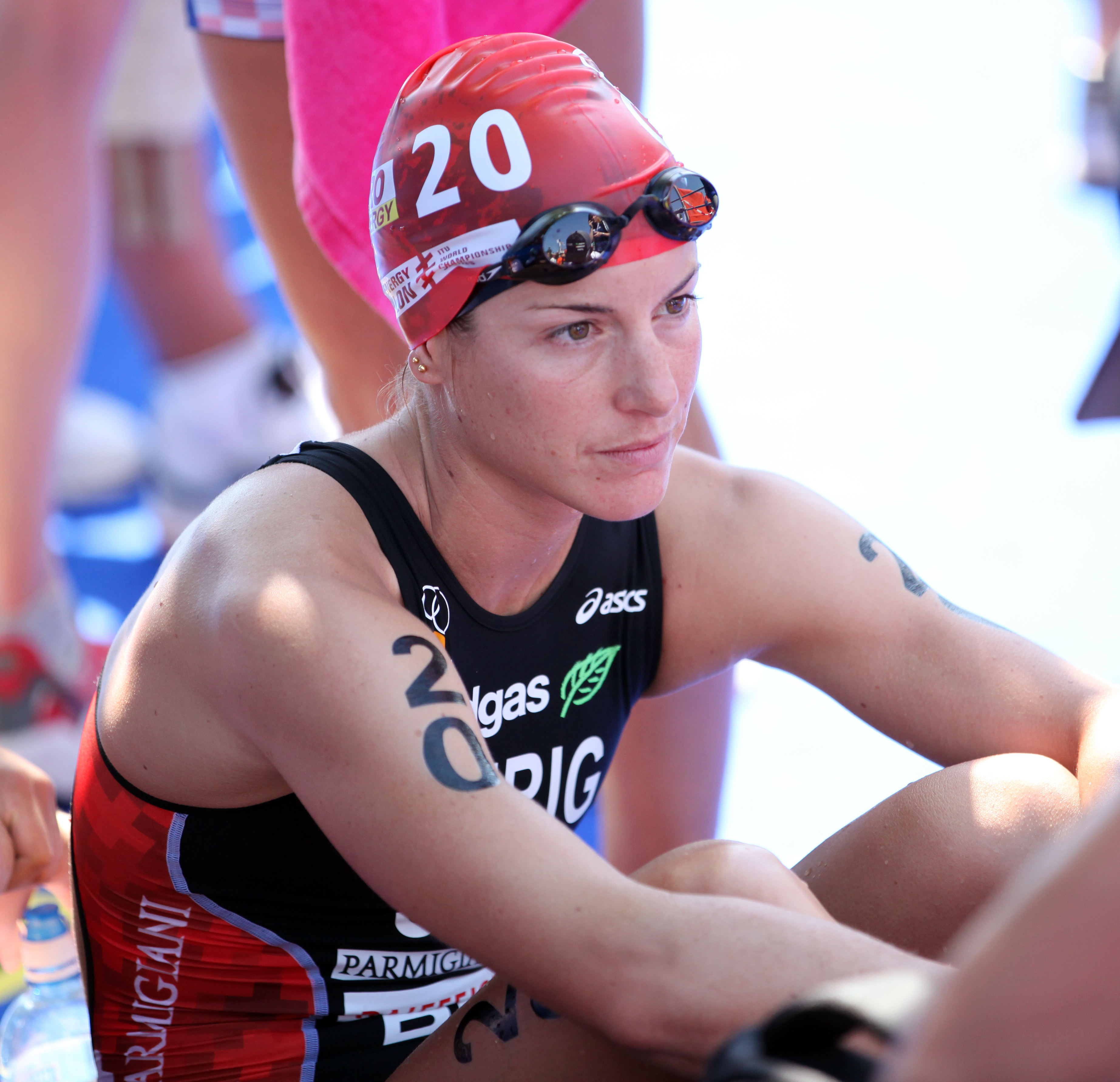
Nicola Spirig vor dem Start der Sprint Triathlon World Championships in Lausanne, 2011

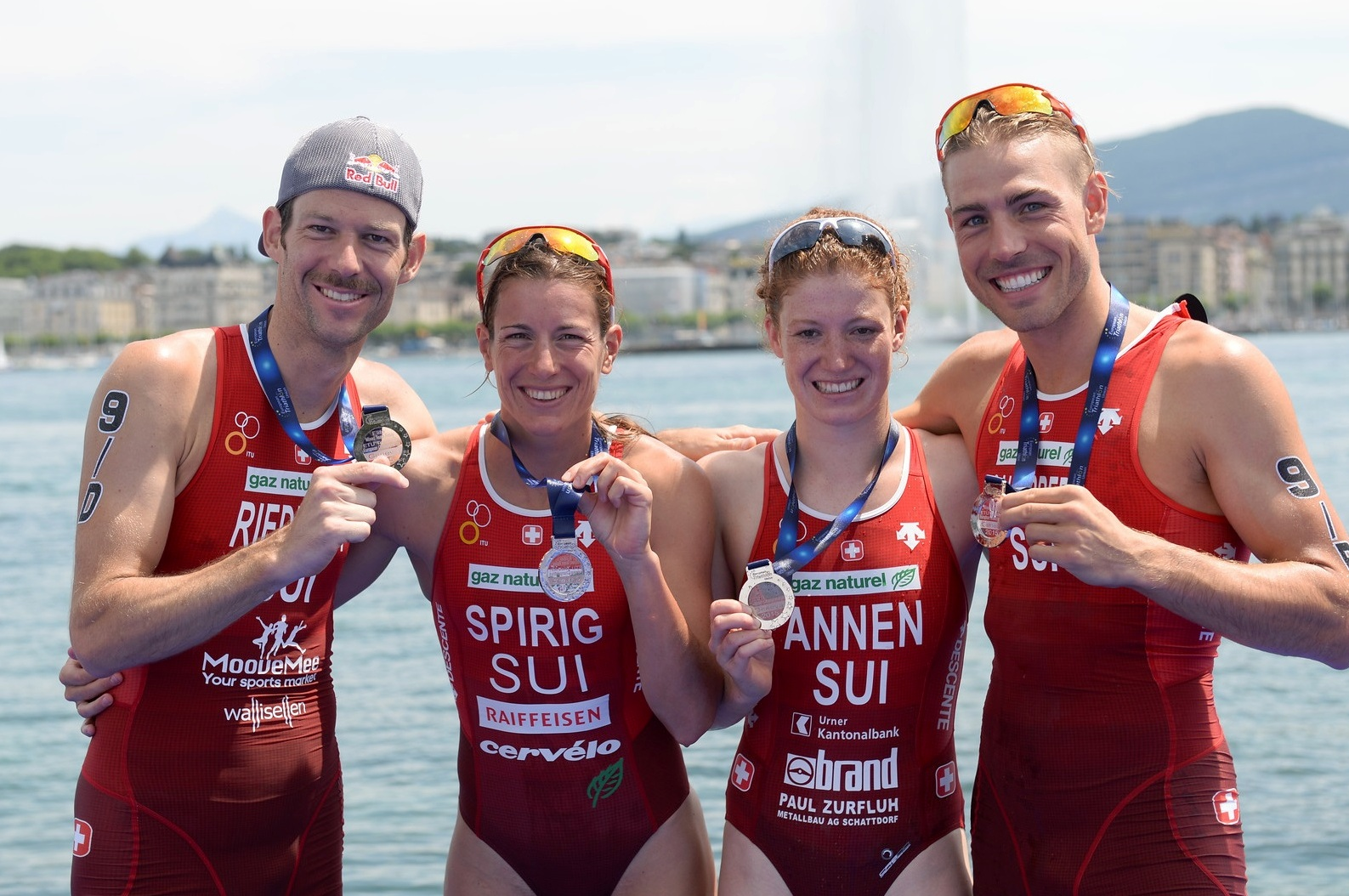
Nicola Spirig mit Sven Riederer, Jolanda Annen und Andrea Salvisberg mit der Silbermedaille an der Triathlon-EM 2015 in Genf

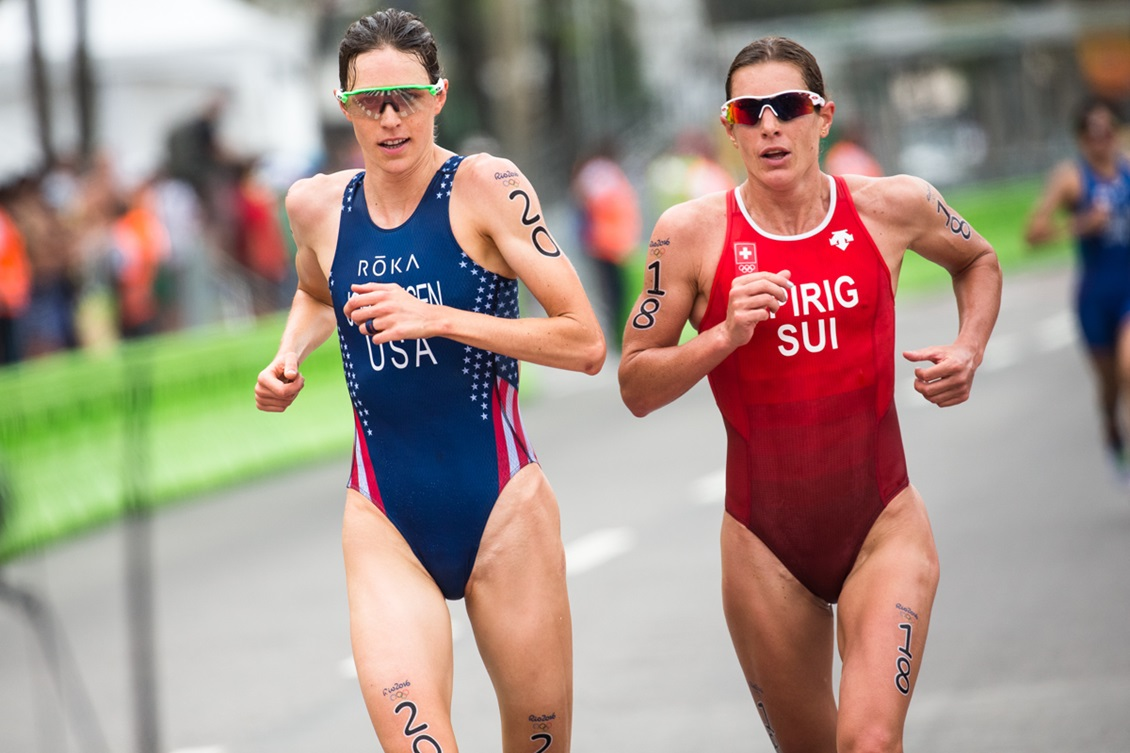
Nicola Spirig Hug neben der späteren Siegerin Gwen Jorgensen auf der Laufstrecke bei den Olympischen Spielen 2016

Spirig wurde für die Saison 2011 von der Internationalen Triathlon Union (ITU) zum Mitglied der «Gold Group» ernannt – die zehn besten Frauen und Männer der Vorjahre repräsentieren die ITU in der Öffentlichkeit und sichern ihren nationalen Verbänden für jedes der sieben Rennen der ITU World Championship Series einen zusätzlichen Startplatz.

### Siegerin Olympische Spiele 2012
Nicola Spirig war Mitglied des Swiss Triathlon Team London 2012. Im April 2012 holte sie ihren dritten Titel bei den Triathlon-Europameisterschaften in Israel. Im Mai wurde sie Schweizer Duathlonmeisterin. Sie konnte sich zudem im Juni 2012 bereits das dritte Mal für einen Startplatz bei den Olympischen Spielen qualifizieren und startete in London zusammen mit Daniela Ryf, Sven Riederer und Ruedi Wild für die Schweiz. Nach einem spannenden Schlussspurt holte sie die Goldmedaille vor der zeitgleich ins Ziel einlaufenden Schwedin Lisa Nordén. Damit holte sie zwölf Jahre nach dem Erfolg von Brigitte McMahon die zweite Goldmedaille im Triathlon für die Schweiz.
Am 6. April 2014 unterbot sie beim Zürich-Marathon mit ihrer Zeit (2:42:53 h) die Limite für die Leichtathletik-Europameisterschaften 2014. Im Juni wurde sie in Kitzbühel zum vierten Mal Europameisterin auf der Triathlon-Kurzdistanz. Im November startete sie erstmals auf der Ironman-Distanz in Mexico (3,86 km Schwimmen, 180,2 km Radfahren und 42,195 km Laufen) und konnte das Rennen gewinnen.
Zusammen mit Nino Schurter, Jolanda Neff (beide Mountainbike) und Giulia Steingruber (Kunstturnen) nahm sie im Juni an den Europaspielen 2015 in Baku teil und konnte den Triathlonbewerb gewinnen. In Genf wurde sie im Juli zum fünften Mal Europameisterin auf der olympischen Kurzdistanz. In der Triathlon-Weltmeisterschafts-Rennserie 2015 belegte sie als beste Schweizerin den 17. Rang.

### 2. Rang Olympische Spiele 2016
Im März 2016 wurde sie im ersten Rennen der Weltmeisterschaftsrennserie auf dem Rad in einen Sturz verwickelt und zog sich einen mehrfachen Bruch des linken Handrückens zu. Sie konnte sich 2016 zum vierten Mal für einen Startplatz bei den Olympischen Spielen qualifizieren und ging am 20. August in Rio de Janeiro für die Schweiz an den Start – zusammen mit Andrea Salvisberg, Jolanda Annen und Sven Riederer; Spirig wurde Zweite.
Sie wurde vom Australier Brett Sutton betreut (er coacht auch Daniela Ryf; «Trainer des Jahres 2017»).
2017 kündigte sie für den St. Moritz Duathlon am 6. August den ersten Start nach ihrer Mutterschaftspause an, und sie konnte das Rennen wie schon im Vorjahr erneut gewinnen.
Im Juli 2018 wurde Spirig Hug in Seedorf nach 2010 und 2016 zum dritten Mal Schweizer Meisterin auf der Triathlonsprintdistanz. Im August holte sie in Glasgow zum sechsten Mal den Titel der Europameisterin – was vor ihr noch keine Athletin geschafft hatte. In der Jahreswertung der ITU World Championship Series 2018 belegte sie nach dem letzten Rennen im September in Australien als beste Schweizerin den 27. Rang.
Im Juli 2020 verletzte sie sich im Training bei einem Sturz mit dem Rad und brach sich dabei den Radiuskopf am linken Ellenbogen.
Im Mai 2021 qualifizierte sie sich zusammen mit Alissa König, Andrea Salvisberg und Max Studer in der Schweizer Staffel für einen Startplatz bei den Olympischen Spielen in Tokio. Im Juni 2021 wurde die 39-Jährige bei der Challenge Walchsee-Kaiserwinkl ETU-Europameisterin auf der Halbdistanz (1,9 km Schwimmen, 90 km Radfahren und 21 km Laufen). Spirig Hug wurde ebenso im Juni von Swiss Olympic selektioniert für die Triathlon-Wettkämpfe an den Olympischen Spielen in Tokio – zusammen mit Jolanda Annen, Max Studer und Andrea Salvisberg. Im Juni wurde sie Europameisterin auf der Triathlon-Mitteldistanz.

### Sub8-Projekt 2022
Im Januar 2021 hatte Spirig angekündigt, im Frühling 2022 einen Ironman unter «optimalen Bedingungen» zu bestreiten, den sie als erste Frau in der Geschichte in unter acht Stunden absolvieren wollte. Dieses Projekt wurde von Chris McCormack initiiert.
Neben Spirig trat am 5. Juni 2022 auch die Britin Katrina Matthews an. Bei den Männern wollten am selben Tag der Brite Joe Skipper sowie der Norweger Kristian Blummenfelt eine Zeit unter sieben Stunden erreichen.
Spirig absolvierte die Ironman-Distanz in 7:34:19 Stunden und stellte damit die zweitschnellste je gemessene Zeit einer Frau über diese Distanz ein. Die Rahmenbedingungen waren jedoch gegen die aktuell und international geltenden Regeln – so wurde das Radfahren als Mannschaftszeitfahren ausgetragen, und pro Teildisziplin gab es bis zu zehn Tempomacher.
Spirig Hug beendete ihre Karriere nach 30 Jahren Spitzensport am 17. September 2022 mit einem zweiten Rang im Greifenseelauf.

### Privates
Seit 2013 ist sie mit dem Ex-Triathlonprofi Reto Hug (* 1975) verheiratet. Das Paar wohnt mit seinen zwei Söhnen und seiner Tochter im zürcherischen Bachenbülach. Neben der sportlichen Aktivität ist Nicola Spirig als Referentin für Unternehmen tätig.

## Auszeichnungen
- 2000: Nachwuchsathletin des Jahres, Schweizer Sporthilfe
- 2001: Newcomer des Jahres (Schweiz)
- 2012: Sportler des Jahres (Schweiz)
- 2015, 2016: ETU Athletin des Jahres
- 2023: The Lifetime Kudos, Pro Triathlete – Im Januar 2023 wurde Nicola Spirig Hug von der PTO für ihr Lebenswerk geehrt.[22]

## Sportliche Erfolge
| Datum/Jahr    | Rang | Wettbewerb                                                    | Austragungsort  | Zeit       | Bemerkung                                                                                                  |
| ------------- | ---- | ------------------------------------------------------------- | --------------- | ---------- | --- |
| 4. Sep. 2022  | 1    | Triathlon Locarno                                             | Locarno         |            | |
| 24. Juli 2022 | 10   | PTO Canadian Open                                             | Edmonton        | 03:39:50   | |
| 7. Mai 2022   | 2    | Ironman 70.3 Mallorca                                         | Alcúdia         | 04:27:49   | |
| 12. Sep. 2021 | 1    | Ironman 70.3 Nizza                                            | Nizza           | 04:36:54   | |
| 11. Juli 2021 | 1    | Trans Vorarlberg Triathlon                                    | Rankweil        | 01:54:54,3 | auf der olympischen Distanz                                                                                |
| 23. Mai 2021  | 1    | ITU Triathlon World Cup                                       | Lissabon        | 01:59:05   | |
| 21. Mai 2021  | 3    | ITU Olympic Qualification Event                               | Lissabon        | 01:24:48   | Mixed Relay                                                                                                |
| 24. Apr. 2021 | 1    | Challenge Gran Canaria                                        | Anfi            | 04:05:52   | |
| 6. Dez. 2020  | 10   | PTO Professional Triathletes Organisation World Championships | Daytona Beach   | 03:35:11   | PTO-Weltmeisterschaft (2 km Schwimmen, 80 km Radfahren und 18 km Laufen)                                   |
| 7. Nov. 2020  | 2    | ITU Triathlon World Cup                                       | Valencia        | 00:56:38   | hinter der Britin Beth Potter                                                                              |
| 31. Jan. 2020 | 1    | Israman 113                                                   | Eilat           | 04:47:26   | Siegerin auf der Mitteldistanz                                                                             |
| 26. Okt. 2019 | 4    | ITU Triathlon World Cup                                       | Miyazaki        | 02:00:15   | |
| 18. Aug. 2018 | 1    | ITU Triathlon Weltcup                                         | Lausanne        | 02:05:11   | |
| 24. Sep. 2017 | 2    | Super League Triathlon Jersey                                 | Jersey          |            | im dreitägigen Rennformat                                                                                  |
| 7. Aug. 2016  | 1    | St. Moritz Triathlon                                          | St. Moritz      |            | nur eineinhalb Stunden nach dem Duathlon (6 km Schwimmen, 20 km Radfahren und 6 km Laufen)                 |
| 23. Juli 2016 | 1    | 5150 Zurich                                                   | Zürich          | 01:58:19   | |
| 3. Juli 2016  | 1    | Ironman 70.3 Norway                                           | Haugesund       | 04:09:37   | |
| 12. Juni 2016 | 1    | Ironman 70.3 Italy                                            | Pescara         | 04:17:55   | |
| 7. Mai 2016   | 2    | Ironman 70.3 Mallorca                                         | Alcúdia         | 04:35:35   | |
| 17. Mai 2015  | 2    | Ironman 70.3 Austria                                          | St. Pölten      | 04:21:25   | Auf der Laufstrecke konnte Spirig Hug mehr als 8 min aufholen, und sie lief den Halbmarathon in 1:16:01 h. |
| 12. Okt. 2014 | 1    | ITU Triathlon World Cup                                       | Cartagena       | 01:55:21   | |
| 5. Okt. 2014  | 1    | ITU Triathlon World Cup                                       | Cozumel         | 00:58:47   | |
| 6. Okt. 2012  | 2    | ITU Triathlon World Cup                                       | Cozumel         | 00:57:53   | |
| 22. Juli 2012 | 1    | Antwerp Ironman 70.3                                          | Antwerpen       | 04:10:47   | [ 26 ] |
| 14. Juli 2012 | 1    | 5150 Zurich                                                   | Zürich          | 01:57:52   | [ 27 ] |
| 3. Juni 2012  | 1    | Ironman 70.3 Switzerland                                      | Rapperswil-Jona | 04:08:52   | |
| 25. März 2012 | 2    | ITU World Cup                                                 | Mooloolaba      | 02:03:32   | |
| 16. Okt. 2011 | 2    | Barcelona Triathlon                                           | Barcelona       | 01:53:49   | |
| 28. Juli 2011 | 1    | Triathlon EDF Alpe d’Huez                                     | Alpe d’Huez     | 01:59:24   | Siegerin auf der Kurzdistanz                                                                               |
| 9. Juli 2011  | 1    | 5150 Zurich                                                   | Zürich          |            | Sieg beim Zürich-Triathlon                                                                                 |
| 17. Juli 2010 | 1    | Ironman 70.3 Austin                                           | Austin          | 04:09:34   | Siegerin mit neuem Streckenrekord                                                                          |
| 29. Juli 2009 | 1    | Triathlon EDF Alpe d’Huez                                     | Alpe d’Huez     |            | Siegerin auf der Langdistanz                                                                               |
| 7. Sep. 2008  | 1    | Ironman 70.3 Monaco                                           | Monaco          | 04:37:12   | [ 32 ] |
| 2008          | 1    | ITU Triathlon World Cup                                       | Kitzbühel       |            | |
| 3. Juni 2007  | 1    | Ironman 70.3 Switzerland                                      | Rapperswil      |            | |
| 2007          | 1    | ITU Triathlon World Cup                                       | Eilat           | 02:02:42   | Sieg in Israel vor der Japanerin Juri Ide                                                                  |
| 2007          | 7    | ITU Triathlon World Cup                                       | Peking          | 02:02:45   | Siebte auf der olympischen Distanz                                                                         |
| 2007          | 2    | Triathlon de Genève                                           | Genf            | 02:16:36   | hinter der Siegerin Magali Di Marco-Messmer (1,5 km Schwimmen, 40 km Radfahren und 10 km Laufen)           |
| 2006          | 1    | Züri Triathlon                                                | Zürich          |            | |
| 2000          | 1    | Alpen-Triathlon                                               | Schliersee      | 02:24:29   | |
| 1999          | 3    | Alpen-Triathlon                                               | Schliersee      | 02:22:52   | |
| 1997          | 1    | Uster Triathlon                                               | Uster           |            | Siegerin auf der Kurzdistanz                                                                               |

| Datum/Jahr    | Rang | Wettbewerb     | Austragungsort | Zeit     | Bemerkung                                          |
| ------------- | ---- | -------------- | -------------- | -------- | -------------------------------------------------- |
| 30. Nov. 2014 | 1    | Ironman Mexico | Cozumel        | 09:14:07 | Siegerin beim ersten Start auf der Ironman-Distanz |

| Datum/Jahr    | Rang | Wettbewerb                         | Austragungsort | Zeit        | Bemerkung                                                                             |
| ------------- | ---- | ---------------------------------- | -------------- | ----------- | ------------------------------------------------------------------------------------- |
| 31. Juli 2021 | 7    | Olympische Spiele 2020 Mixed Relay | Tokio          | 00:22:24    | in der Staffel mit Jolanda Annen, Andrea Salvisberg und Max Studer                    |
| 27. Juli 2021 | 6    | Olympische Spiele 2020             | Tokio          | 01:58:05    |                                                                                       |
| 20. Aug. 2016 | 2    | Olympische Spiele 2016             | Rio de Janeiro | 01:56:56    |                                                                                       |
| 4. Aug. 2012  | 1    | Olympische Spiele 2012             | London         | 01:59:48    | zeitgleich mit der Schwedin Lisa Nordén – Entscheidung wurde mit dem Zielfoto gefällt |
| 18. Aug. 2008 | 6    | Olympische Spiele 2008             | Peking         | 02:00:30,48 |                                                                                       |
| 25. Aug. 2004 | 19   | Olympische Spiele 2004             | Athen          | 02:08:44    |                                                                                       |

| Datum/Jahr    | Rang | Wettbewerb                                    | Austragungsort | Zeit     | Bemerkung |
| ------------- | ---- | --------------------------------------------- | -------------- | -------- | --- |
| 5. März 2016  | DNF  | ITU World Championship Series 2016            | Abu Dhabi      | –        | Sturz im ersten Rennen der Saison |
| 22. Aug. 2015 | 5    | ITU World Championship Series 2015            | Stockholm      | 02:01:55 | |
| 25. Apr. 2015 | 3    | ITU World Championship Series 2015            | Kapstadt       | 01:49:56 | |
| 23. Juni 2012 | 1    | ITU World Championship Series 2012            | Kitzbühel      | 02:05:37 | |
| 26. Mai 2012  | 1    | ITU World Championship Series 2012            | Madrid         | 02:06:35 | |
| 14. Apr. 2012 | 5    | ITU World Championship Series 2012            | Sydney         | 02:02:19 | Auftaktrennen |
| 19. Sep. 2011 | 25   | ITU World Championship Series 2011            | Yokohama       | 02:02:17 | Das Ergebnis des Rennens sollte schon für die Wertung der Saison 2012 berücksichtigt werden.                                                                               |
| 10. Sep. 2011 | 20   | ITU World Championship Series 2011            | Peking         | 02:01:40 | |
| 21. Aug. 2011 | 2    | ITU Sprint Triathlon World Championships Team | Lausanne       |          | Zweite bei der Team-Weltmeisterschaft – zusammen mit Melanie Annaheim, Sven Riederer und Ruedi Wild                                                                        |
| 6. Aug. 2011  | 8    | ITU World Championship Series 2011            | London         | 02:01:04 | |
| 17. Juli 2011 | 12   | ITU World Championship Series 2011            | Hamburg        | 01:55:06 | |
| 12. Sep. 2010 | 3    | ITU World Championship Series 2011            | Budapest       | 01:51:27 | Dritte im siebten und letzten Rennen der Saison – nur zwei Sekunden hinter der Zweitplatzierten Emma Moffatt, die damit auch die Weltmeisterschaft 2010 für sich entschied |
| 21. Aug. 2010 | 6    | ITU Sprint Triathlon World Championships      | Lausanne       | 00:59:24 | Sechste bei der Erstaustragung (750 m Schwimmen, 20 km Radfahren und 5 km Laufen)                                                                                          |
| 15. Aug. 2010 | 18   | ITU World Championship Series 2010            | Kitzbühel      | 02:06:33 | beim 6. Rennen der Serie |
| 24. Juli 2010 | 2    | ITU World Championship Series 2010            | London         | 01:51:51 | beim fünften Rennen der Saison |
| 5. Juni 2010  | 1    | ITU World Championship Series 2010            | Madrid         | 02:06:00 | Sieg vor der Französin Emmie Charayron |
| 8. Mai 2010   | 4    | ITU World Championship Series 2010            | Seoul          | 02:01:05 | [ 38 ] |
| 15. Aug. 2009 | 1    | ITU World Championship Series 2009            | London         |          | Siegerin im Sprint beim sechsten Rennen der Saison |
| 12. Juli 2009 | 2    | ITU World Championship Series 2009            | Kitzbühel      | 01:55:12 | Zweite hinter der Siegerin Emma Moffatt |
| 10. Sep. 2005 | 3    | ITU Triathlon World Championship U23          | Gamagōri       |          | Dritte bei der U23-Triathlon-Weltmeisterschaft |
| 9. Nov. 2002  | 3    | ITU Triathlon World Championship U23          | Cancún         |          | Triathlon-Weltmeisterschaft U23 |
| 22. Juli 2001 | 1    | ITU Triathlon World Championship Junior       | Edmonton       |          | Triathlon-Weltmeisterin Juniorinnen |
| 30. Apr. 2000 | 3    | ITU Triathlon World Championship Junior       | Perth          |          | Triathlon-Weltmeisterschaft der Juniorinnen |
| 12. Sep. 1999 | 2    | ITU Triathlon World Championship Junior       | Montreal       |          | |
| 30. Aug. 1998 | 5    | ITU Triathlon World Championship Junior       | Lausanne       |          | |

| Datum/Jahr    | Rang | Wettbewerb                                           | Austragungsort       | Zeit     | Bemerkung |
| ------------- | ---- | ---------------------------------------------------- | -------------------- | -------- | --- |
| 21. Juni 2021 | 1    | ETU Middle Distance Triathlon European Championships | Walchsee             | 03:58:00 | ETU-Europameisterin auf der Halbdistanz bei der Challenge Walchsee-Kaiserwinkl                                               |
| 19. Juni 2021 | 4    | ETU Sprint Triathlon European Championships          | Kitzbühel            | 00:35:37 | ETU-Europameisterschaft Triathlon Sprintdistanz                                                                              |
| 11. Aug. 2018 | 2    | ETU Triathlon European Championship Mixed Relay      | Glasgow              | 01:15:18 | im Team mit Lisa Berger, Andrea Salvisberg und Sylvain Fridelance                                                            |
| 9. Aug. 2018  | 1    | ETU Triathlon European Championships                 | Glasgow              | 01:59:13 | zum sechsten Mal Europameisterin auf der olympischen Kurzdistanz                                                             |
| 11. Juli 2015 | 1    | ETU Triathlon European Championships                 | Genf                 | 02:07:15 | Europameisterin auf der olympischen Kurzdistanz                                                                              |
| 13. Juni 2015 | 1    | Europaspiele 2015                                    | Baku                 | 02:00:28 | |
| 20. Juni 2014 | 1    | ETU Triathlon European Championships                 | Kitzbühel            | 02:10:24 | Europameisterin auf der olympischen Kurzdistanz                                                                              |
| 20. Apr. 2012 | 1    | ETU Triathlon European Championships                 | Eilat                | 02:07:11 | Europameisterin auf der olympischen Kurzdistanz                                                                              |
| 3. Juli 2010  | 1    | ETU Triathlon European Championships                 | Athlone              | 01:57:58 | Sieg und Europameisterin auf der olympischen Kurzdistanz                                                                     |
| 5. Juli 2009  | 1    | ETU Triathlon European Championships                 | Holten               | 01:55:42 | Sieg und Europameisterin auf der olympischen Kurzdistanz (1,5 km Schwimmen, 40 km Radfahren und 10 km Laufen)                |
| 10. Mai 2008  | 4    | ETU Triathlon European Championships                 | Lissabon             | 02:06:43 | |
| 29. Juni 2007 | 3    | ETU Triathlon European Championships                 | Kopenhagen           |          | Dritte bei der Europameisterschaft 2007 auf der olympischen Kurzdistanz (1,5 km Schwimmen, 40 km Radfahren und 10 km Laufen) |
| 23. Juni 2006 | 13   | ETU Triathlon European Championships                 | Autun                |          | |
| 20. Aug. 2005 | 12   | ETU Triathlon European Championships                 | Lausanne             |          | |
| 17. Juli 2005 | 2    | ETU Triathlon European Championship U23              | Sofia                | 02:06:31 | bei der U23-Triathlon-Europameisterschaft Zweite hinter der Spanierin Vanessa Fernandes                                      |
| 18. Apr. 2004 | 14   | ETU Triathlon European Championships                 | Valencia             |          | |
| 21. Juni 2003 | 12   | ETU Triathlon European Championships                 | Karlsbad             |          | |
| 6. Juli 2002  | 14   | ETU Triathlon European Championships                 | Győr                 |          | |
| 23. Juni 2001 | 2    | ETU European Championship Junior Women               | Karlsbad             |          | Triathlon-Vizeeuropameisterin der Junioren                                                                                   |
| 8. Juli 2000  | 5    | ETU European Championship Junior Women               | Stein                |          | Triathlon-Europameisterschaft Junioren                                                                                       |
| 3. Juli 1999  | 1    | ETU European Juniors Championships                   | Funchal              |          | Triathlon-Europameisterin Junioren                                                                                           |
| 4. Juli 1998  | 18   | ETU European Championship Junior Women               | Velden am Wörthersee | 02:16:49 | Triathlon-Europameisterschaft Junioren                                                                                       |

| Datum/Jahr    | Rang | Wettbewerb                                        | Austragungsort | Zeit     | Bemerkung |
| ------------- | ---- | ------------------------------------------------- | -------------- | -------- | --- |
| 1. Juli 2018  | 1    | Schweizer Meisterschaften Triathlon Sprintdistanz | Seedorf        | 00:56:23 | |
| 18. Juni 2016 | 1    | Schweizer Meisterschaften Triathlon Sprintdistanz | Zug            |          | |
| 28. Aug. 2011 | 1    | Schweizer Meisterschaften Triathlon               | Uster          |          | Schweizer Meisterin                                                                                          |
| 8. Aug. 2010  | 1    | Schweizer Meisterschaften Triathlon Sprintdistanz | Nyon           |          | Sieg bei der Schweizer Meisterschaft auf der Sprintdistanz (800 m Schwimmen, 18,6 km Radfahren, 5 km Laufen) |
| 2009          | 1    | Schweizer Meisterschaften Triathlon               | Lausanne       |          | Siegerin auf der olympischen Distanz                                                                         |
| 30. Aug. 2008 | 1    | Schweizer Meisterschaften Triathlon               | Lausanne       | 02:10:27 | Siegerin auf der olympischen Distanz (1,5 km Schwimmen, 40 km Radfahren und 10 km Laufen)                    |
| 2002          | 1    | Schweizer Meisterschaften Triathlon               | Schwarzsee     | 02:03:48 | Nicola Spirig gewinnt vor Natascha Badmann und Karin Thürig                                                  |
| 1999          | 1    | Schweizer Meisterschaften Triathlon Junioren      |                |          | |
| 1998          | 1    | Schweizer Meisterschaften Triathlon Junioren      |                |          | |
| 1997          | 1    | Schweizer Meisterschaften Triathlon Junioren      |                |          | |
| 1996          | 1    | Schweizer Meisterschaften Triathlon Junioren      |                |          | |
| 1995          | 1    | Schweizer Meisterschaften Triathlon Junioren      |                |          | |
| 1994          | 1    | Schweizer Meisterschaften Triathlon Junioren      |                |          | |
| 1993          | 1    | Schweizer Meisterschaften Triathlon Junioren      |                |          | |

| Datum/Jahr   | Rang | Wettbewerb                                      | Austragungsort | Zeit       | Bemerkung |
| ------------ | ---- | ----------------------------------------------- | -------------- | ---------- | --- |
| 6. Aug. 2017 | 1    | St. Moritz Duathlon                             | St. Moritz     | 01:30:11   | erfolgreiche Titelverteidigung beim ersten Start nach der Mutterschaftspause – Siegerin vor ihren Landsfrauen Sabine Hauswirth und Melanie Maurer |
| 7. Aug. 2016 | 1    | St. Moritz Duathlon                             | St. Moritz     |            | Start und Sieg – nur eineinhalb Stunden vor dem Triathlon                                                                                         |
| 19. Mai 2014 | 1    | Intervall Duathlon Zofingen                     | Zofingen       | 01:34:14   | Schweizer Duathlon-Meisterin |
| 13. Mai 2012 | 1    | Intervall Duathlon Zofingen                     | Zofingen       |            | Schweizer Duathlon-Meisterin |
| 16. Mai 2010 | 1    | Schweizer Duathlon-Meisterschaften              | Zofingen       |            | Sieg beim Intervall Duathlon Zofingen |
| 10. Mai 2009 | 1    | Schweizer Duathlon-Meisterschaften              | Irchel         | 01:41:50,6 | Schweizer Meisterin Duathlon, beim Irchel-Duathlon                                                                                                |
| 2008         | 1    | Schweizer Duathlon-Meisterschaften              | Zofingen       |            | Schweizer Meisterin, beim Intervall-Duathlon |
| 2006         | 1    | Schweizer Duathlon-Meisterschaften              | Schweiz        |            | Schweizer Meisterin |
| 2003         | 1    | ITU Duathlon World Championship U23             | Affoltern      |            | Weltmeisterin U23 |
| 2001         | 3    | ITU Duathlon World Championship Junior Women    | Rimini         |            | |
| 2000         | 1    | ITU Duathlon World Championship Junior Women    | Calais         |            | Duathlon-Weltmeisterin Junioren |
| 1999         | 1    | ETU European Duathlon Championship Junior Women |                |            | Europameisterin Junioren |

| Datum/Jahr    | Rang | Wettbewerb                                | Austragungsort | Distanz      | Zeit      | Bemerkung                                                                     |
| ------------- | ---- | ----------------------------------------- | -------------- | ------------ | --------- | ----------------------------------------------------------------------------- |
| 17. Sep. 2022 | 2    | Greifenseelauf                            | Greifensee     | 01:15:14     |           |                                                                               |
| 18. Okt. 2020 | 3    | Schweizer Meisterschaft Halbmarathon      | Belp           | 21 km        |           |                                                                               |
| 20. Sep. 2014 | 2    | Schweizer Frauenlauf                      | Bern           | 5 km         | 17:05     | Zweite hinter Fabienne Schlumpf                                               |
| 20. Sep. 2014 | 2    | Greifenseelauf                            | Greifensee     | Halbmarathon | 1:15:51,0 |                                                                               |
| 16. Aug. 2014 | 24   | Leichtathletik-Europameisterschaften 2014 | Zürich         | Marathon     | 2:37:12   |                                                                               |
| 6. Apr. 2014  | 7    | Zürich-Marathon                           | Zürich         | Marathon     | 2:42:52,4 | Schweizer Vizemeisterin beim Marathondebüt, hinter Ursula Spielmann-Jeitziner |
| 21. Sep. 2013 | 4    | Greifenseelauf                            | Greifensee     | Halbmarathon | 1:15:28,5 |                                                                               |
| 31. Dez. 2011 | 4    | Zürcher Silvesterlauf                     | Zürich         |              |           | [ 51 ]                                                                        |

(DNF – Did Not Finish)
- Team-Europameisterschaft: Goldmedaille 2000, Silbermedaille 2002, Silbermedaille 2006
- Schweizer Juniorenmeisterin 5000 m: 2000, 2001
- Schweizer Meisterin Crosslauf: 2001 und 2009
- Junioren-EM Crosslauf: Silbermedaille 1999 und 2000
- Schweizer Meisterin 5000-Meter-Lauf: 2009